# Хоган, Ноэл
Но́эл Э́нтони Хо́ган (англ. Noel Anthony Hogan; род. 25 декабря 1971, Лимерик, Ирландия) — ирландский музыкант, гитарист, композитор и один из основателей популярной группы The Cranberries.
В 1989 году вместе с братом Майком и барабанщиком Фергалом Лоулером основал коллектив The Cranberry Saw Us. Позже, с приходом Долорес О’Риордан, название сменилось на The Cranberries.
8 июля 1996 года женился на Кэтрин Нэш, есть две дочери.
После того как в 2003 году The Cranberries заявили о временной приостановке творческой деятельности, Ноэл приступил к сольной карьере. На специально созданном веб-сайте он объявил конкурс среди фанатов на лучшее имя будущего проекта. Победителем стало название Mono Band.
20 мая 2005 года на лейбле Gohan вышел одноимённый диск. В записи принимали участие такие музыканты, как Ричард Уолтерс, Александра Хэмнид (англ. Alexandra Hamnede), Кейт Хавневик. Релиз получил преимущественно положительные рецензии.
В июне 2007 года Ноэл объявил о создании его совместного с Ричардом Уолтерсом проекта и переименовании группы Mono Band в Arkitekt. Под новым именем они записали 2 EP.
После релиза альбома Roses в 2012 году и тура в его поддержку занимается в основном продюсерской деятельностью.